# Lara Ivanuša
Lara Ivanuša (* 9. Januar 1997 in Ljubljana) ist eine slowenische Fußballspielerin.

## Karriere

### Vereine
Ivanušas Vereinskarriere kommt einer Europa-Rundreise gleich. Nachdem sie in ihrem Heimatland Saison übergreifend vom 2. September 2012 (2. Spieltag) bis zum 15. September 2013 (4. Spieltag) für den in Radomlje ansässigen ŽNK Radomlje bereits in der höchsten Spielklasse zum Einsatz gekommen war und 29 Tore in 21 Punktspielen erzielt hatte, spielte sie anschließend in Österreich für die Carinthians Soccer Women in der Bundesliga. Das am 25. Mai 2014 (16. Spieltag) im Heimspiel mit 2:6 verlorene Punktspiel gegen den FSK St. Pölten-Spratzern blieb jedoch ihr einziges Punktspiel in der höchsten Spielklasse. Mit dem Abstieg ihrer Mannschaft wurde sie vom 10. August (1. Spieltag) bis zum 11. Oktober 2014 (7. Spieltag) in fünf Punktspielen in der 2. Liga Ost/Süd eingesetzt, in denen sie auch ihre ersten beiden Tore erzielte; ihr erstes gelang ihr am 23. August 2014 (2. Spieltag) beim 18:0-Sieg im Heimspiel gegen die SPG DFC LUV Graz mit dem Treffer zum 9:0 in der 37. Minute. Des Weiteren wurde sie in den ersten zwei Runden im Wettbewerb um den ÖFB-Cup eingesetzt.
Nach Slowenien zurückgekehrt, wirkte sie für die Frauenfußballabteilung des Hauptstadtvereins NK Olimpija Ljubljana eine Saison lang, bevor sie sich erneut ins Ausland begab. In Schweden kam sie für den in Borlänge in der Provinz Dalarnas ansässigen Kvarnsvedens IK in der Spielzeit 2017 in 13 Punktspielen zum Einsatz und erzielte bereits am 25. April (2. Spieltag) in ihrem zweiten Punktspiel, beim 3:3-Unentschieden gegen den Kopparbergs/Göteborg FC, ihr einziges Tor. Sie verließ den Verein mit dem Abstieg aus der Damallsvenskan, der höchsten Spielklasse im schwedischen Frauenfußball, in die der Verein das erste Mal in der Spielzeit 2016 vertreten war.
Danach war sie als Spielerin in Schottland für den Glasgow City FC in der Scottish Women’s Premier League aktiv. Von Februar bis Mai 2019 gehörte sie zum Kader und wurde vom 17. Februar (2. Spieltag) bis zum 28. April (8. Spieltag) in sechs Punktspielen eingesetzt, in denen sie drei Tore erzielte. Anschließend nach Italien gelangt, kam sie für den in Tavagnacco in der Region Friaul-Julisch Venetien ansässigen UPC Tavagnacco in der Saison 2019/20 in der Serie A mit Saisonstart am 14. September bis zum 14. Dezember in zehn aufeinander folgenden Spieltagen zum Einsatz. Am 21. September (2. Spieltag) sicherte sie im Heimspiel gegen den Pink Bari CF mit ihrem Tor zum 1:1 in der Nachspielzeit ihrer Mannschaft einen Punkt.
Ihr nächster Verein befand sich in Ungarn, wo sie zwei Saisonen für Ferencvárosi TC in der Női NB I spielte und in diesen mit elf und 21 Punktspielen sowie mit zwei und 13 Toren insgesamt 32 Saisonspiele bestritt und 15 Tore in der höchsten Spielklasse erzielte; mit der Mannschaft gewann sie 2021 das Double (Meisterschaft und Vereinspokal) und 2022 ein weiteres Mal die Meisterschaft. In Kroatien spielte sie in der Saison 2022/23 für den Ženski nogometni klub Split – mit dem sie die Meisterschaft als Zweitplatzierter beendete – und vom 27. August bis zum 6. November 2023 in der Türkei für die Frauenfußballmannschaft von Fenerbahçe Istanbul. Im März verließ sie das Land und begab sich nach Island und war dort Spielerin für Þór/KA, eine Spielgemeinschaft aus Akureyri, für die sie vom 27. April (2. Spieltag) bis zum 31. August (nachgeholter 1. [und damit letzter] Spieltag) 14 Punktspiele bestritt und zwei Tore erzielte.
Nachdem sie kurzfristig ab September 2024 in den Vereinigten Arabischen Emiraten für den Abu Dhabi Country Club aktiv gewesen ist, gehört sie seit Anfang des Jahres 2025 der Frauenfußballmannschaft des russischen Erstligisten Spartak Moskau an, für den sie zum Saisonauftakt am 7. März 2025 beim 5:1-Sieg im Auswärtsspiel gegen den FK Yenisey Krasnoyarsk ihr Pflichtspieldebüt gab und das Tor zum 2:0 in der 16. Minute erzielte.

### Nationalmannschaft
Nachdem Ivanuša in den Jahren 2012 und 2013 in jeweils drei EM-Qualifikationsspielen für die U17-Nationalmannschaft und auch für die U19-Nationalmannschaft im Jahr 2014 in drei EM-Qualifikationsspielen zum Einsatz gekommen war, debütierte sie am 8. März 2013 in Poreč im zweiten Spiel der Gruppe B beim 2:0-Sieg über die Nationalmannschaft Kroatiens bei ihrer Teilnahme am Slavic Cup 2013; sie wurde in der Nachspielzeit für Natalija Golob eingewechselt. Tags darauf kam sie auch in Umag bei der 1:5-Niederlage gegen die Nationalmannschaft Tschechiens zum Zuge. An diesem Turnier nahm sie auch in den Jahren 2016 und 2019 – allerdings unter dem Namen Istrien-Cup – teil und wurde in drei und zwei Spielen eingesetzt; das siegreiche Finale mit einbezogen.
Des Weiteren kam sie bislang in acht in Freundschaft ausgetragenen Länderspielen zum Einsatz; das erste am 1. April 2013 wurde in Beltinci gegen die Nationalmannschaft Ungarns mit 1:4 verloren. Zwei weitere folgten noch in diesem Spieljahr mit der 1:3-Niederlage gegen die Nationalmannschaft Österreichs am 2. Juni in Radlje ob Dravi und dem 1:1 gegen die Nationalmannschaft Bosniens und Herzegowinas am 20. August in Kranjska Gora.
Erst drei Jahre später wurde sie regelmäßiger in der Nationalmannschaft berücksichtigt. Nach der Teilnahme am Turnier um den Istrien-Cup 2016 kam sie das erste Mal auch in der EM-Qualifikation zu Spielen. Sie bestritt das vierte, fünfte und achte Spiel in der EM-Qualifikationsgruppe 1, wobei ihr im fünften Spiel beim 8:1-Sieg über die Nationalmannschaft Nordmazedoniens in Lendava mit dem Treffer zum 2:0 in der 47. Minute ihr erstes A-Länderspieltor gelang. Vier weitere EM-Qualifikationsspiele bestritt sie in der Gruppe A am 3. September und 4. Oktober 2019 und am 18. September 2020 und 23. Februar 2021. Im letzten Gruppenspiel, beim 9:0-Sieg über die Nationalmannschaft Estlands in Tallinn, wurde der höchste Sieg, seit dem 9:0-Sieg am 3. Juni 2016 über die Nationalmannschaft Nordmazedoniens in Skopje, wiederholt. Mit ihren Einsätzen im vierten bis achten Spiel der WM-Qualifikationsgruppe 5 bestritt sie erstmals auch (fünf) WM-Qualifikationsspiele. Auch bei der Premiere der Nations League wurde sie (bislang) in drei Spielen eingesetzt – es waren die ersten drei in der Gruppe B4.

## Erfolge
Nationalmannschaft
- Istrien-Cup-Sieger 2019

ŽNK Split
- Zweiter Meisterschaft 2023

Ferencvárosi TC
- Ungarischer Meister 2021, 2022
- Ungarischer Pokal-Sieger 2021

Glasgow City FC
- Schottischer Meister 2018
- Schottischer Pokal-Finalist 2018